# Пэрл (фильм)
«Пэрл» (англ. Pearl) — американо-канадский психологический фильм ужасов 2022 года режиссёра Тая Уэста. Сценарий написан совместно Уэстом и Мией Гот. Главные роли исполнили Миа Гот, Дэвид Коренсвет, Тэнди Райт и Мэттью Сандерленд. Фильм повествует об истории происхождения главной антагонистки из фильма «X», чьё горячее стремление стать кинозвездой приводит её к совершению убийств в техасской усадьбе в 1918 году.
Премьера фильма состоялась 3 сентября 2022 года на 79-м Венецианском кинофестивале вне конкурса. В США фильм вышел 16 сентября 2022 года. Кинолента получила положительные отзывы от критиков, которые высоко оценили игру Гот, а также отметили дань уважения «Золотому веку» Голливуда, в особенности фильмам «Волшебник страны Оз» (1939) и «Мэри Поппинс» (1964).
«Пэрл» является приквелом фильма «X», вышедшего ранее в этом же году, и второй частью одноимённой трилогии. Третий фильм серии «Максин XXX», являющийся сиквелом «X», был выпущен 5 июля 2024 года.

## Сюжет
В 1918 году, в период пандемии испанского гриппа, молодая женщина по имени Пэрл живёт на ферме в Техасе вместе с родителями-иммигрантами из Германии, пока её муж Говард участвует в Первой мировой войне. Отец Пэрл парализован, а её властная мать Рут требует от дочери постоянной помощи в уходе за ним и фермой. Пэрл, жаждущая более интересной жизни, очарована фильмами из местного кинотеатра, и, к неодобрению матери, стремится стать артисткой кордебалета. Однако Пэрл также проявляет признаки психопатии, убивая животных на ферме и физически издеваясь над отцом.
Однажды в кинотеатре Пэрл встречает молодого киномеханика, к которому испытывает симпатию. Во время поездки на велосипеде домой Пэрл останавливается на кукурузном поле и начинает танцевать с чучелом, а затем мастурбирует на нём, фантазируя о киномеханике. Мать обнаруживает, что из денег, которые она дала дочери на лекарства, пропали восемь центов, и в наказание лишает Пэрл ужина.
Пэрл узнаёт от Митси, обеспеченной золовки, о прослушивании новых танцоров для странствующей труппы, и считает это выходом из своего положения. Позже она тайком выбирается из дома ночью и приходит к киномеханику, который показывает ей порнофильм «Бесплатная поездка», нелегально приобретённый в Европе. Он призывает Пэрл следовать своей мечте. Она отвечает, что не может бросить своих родителей и хочет, чтобы «они просто умерли».
Когда Рут находит листовку, которую её дочь взяла в кинотеатре, за ужином между ними происходит серьёзная ссора. Пэрл толкает мать к камину, и та получает сильнейшие ожоги. Она утаскивает мать в подвал и оставляет отца на кухне. Затем Пэрл убегает в кинотеатр, где занимается сексом с киномехаником. 
Утром киномеханик отвозит Пэрл на ферму, чтобы она могла подготовиться к прослушиванию. Его беспокоит странная обстановка в доме, поведение Пэрл и несоответствия в её словах. Когда киномеханик пытается уйти, Пэрл впадает в ярость от того, что он бросает её, и закалывает его вилами. Затем Пэрл сталкивает машину с трупом в пруд, где аллигатор, которого девушка прозвала Тедой (в честь актрисы Теды Бара), съедает его останки. Она переодевается в одно из пышных платьев матери и наряжает своего отца, после чего душит его.
Пэрл и Митси приходят в церковь, где проходит прослушивание. Девушка исполняет танец, который, по её мнению, покорит судей. Однако её отвергают за то, что она недостаточно молода, не блондинка и не похожа на «американский идеал красоты». Митси сопровождает расстроенную Пэрл домой, пытаясь утешить. Дома она откровенничает Митси о многих вещах: от обиды на своего мужа Говарда до убийства её родителей и киномеханика. Затем Пэрл манипулирует ошеломлённой Митси, заставляя её признаться, что она выиграла прослушивание. Ревнуя к победе Митси, Пэрл преследует её по подъездной дорожке и убивает топором.
Пэрл расчленяет тело Митси и скармливает её труп Теде, после чего идёт в подвал и ложится к мёртвой Рут. Придя к выводу о правоте её матери в том, что она должна «извлечь лучшее из того, что у неё есть», Пэрл решает искупить свои преступления, создав уютную домашнюю обстановку для Говарда по его возвращении с войны. Несколько дней спустя Говард возвращается домой. На кухне он с ужасом обнаруживает тела родителей Пэрл, сидящих за обеденным столом вокруг гниющей еды. Пэрл встречает его натянутой, вымученной улыбкой.

## В ролях
| Актёр               | Роль        |
| ------------------- | ----------- |
| Миа Гот             | Пэрл        |
| Дэвид Коренсвет     | киномеханик |
| Тэнди Райт          | Рут         |
| Мэттью Сандерленд   | отец        |
| Эмма Дженкинс-Пурро | Митси       |
| Алистэр Сьюэлл      | Говард      |

## Производство

### Разработка
Тай Уэст начал писать сценарий к приквелу ещё во время работы над фильмом «X». Он заявил, что приквел возник из истории, над которой он работал вместе с Мией Гот, и что он рассматривал его либо как потенциальный фильм, или как предысторию к роли Пэрл в первой части. 
После начала пандемии COVID-19 Уэст заявил, что влияние коронавируса на киноиндустрию вдохновило его на продолжение работы и производство приквела сразу после завершения предыдущей части. Уэст рассказал, что он предложил свою идею новой франшизы компании A24 и удивился, когда его проект был одобрен. Он добавил, что его каждый фильм будет иметь свой собственный стиль и поджанр ужасов. Так, фильм «X» был вдохновлён франшизой «Техасская резня бензопилой» и работами Марио Бава, который исследовал то, как интерес к независимому кинематографу влияет на общество. «Пэрл» задумывалась как мелодрама в техниколор-стиле фильмов «Мэри Поппинс» и «Волшебник страны Оз», а также как «сумасшедший диснеевский фильм», основанный на работах Дугласа Сирка и исследующий влияние на людей голливудского кинематографа.
Фильм является совместным производством компаний A24 и Little Lamb Productions. После выхода первого рекламного постера стало известно, что Уэст вновь будет выполнять функции монтажёра наряду с другими своими продюсерскими обязанностями, а Элиот Рокетт вернётся в должности оператора.

### Кастинг
Миа Гот вновь сыграла Пэрл, молодую версию героини из первой части франшизы. Для подготовки к роли актриса просматривала старые и современные фильмы-мюзиклы. Она также работала с новозеландским хореографом Ли Эванс для исполнения танцевальных движений в сцене прослушивания её персонажа.
Роль матери Пэрл досталась Тэнди Райт, которая являлась координатором сексуальных сцен в фильме «X». По признанию Уэста, он изначально хотел пригласить на эту роль другую актрису, но в итоге решил нанять Райт.
В июле 2022 года был объявлен остальной актёрский состав, включающий Дэвида Коренсвета, Мэттью Сандерленда и Эмму Дженкинс-Пурро.

### Съёмки
Съёмочный период начался в Новой Зеландии в марте 2021 года сразу после окончания работ над первым фильмом. Во время съёмок использовались те же декорации, которые были построены для «X». Уэст работал со съёмочной группой фильма «Аватар: Путь воды», которая в то время делала перерывы в производстве. Режиссёр заявил, что съёмочная группа, несмотря на распространение COVID-19, прошла необходимый период самоизоляции, поэтому смогла безопасно и эффективно работать вместе во время пандемии. Он сказал: «Я вышел из карантина и сказал: „Мы создаём всё это, сейчас COVID, и мы находимся в единственном месте на Земле, где безопасно снимать кино“».

### Дизайн и эффекты
Том Хэммок вновь взял на себя обязанности художника-постановщика. Он работал над преображением фермерского дома, а также использовал новую локацию, где Пэрл впервые встретилась с киномехаником. Для придания улице старинного вида Хэммок со своей командой посыпали её грязью и сменили вывески магазинов. Кинотеатр, где Пэрл смотрела фильм, аналогично был оформлен под эпоху того времени.
Художница по костюмам Мальгося Туржанская также вернулась к работе над фильмом. Она разработала платья с корсетами и турнюрами того времени. Образ героини Пэрл дизайнер описывала как «Белоснежку, которая пошла ужасно неправильным путём». Она рассказывала: «Если вы посмотрите на неё в сцене, где она ожидает с другими участниками танца перед церковью, они все одеты в платья, соответствующие тому периоду, а она — в красном, почти викторианского стиля с амбарными ботинками». По мнению Туржанской, это придаёт костюму «странный, почти отталкивающий вид».
Визуальными эффектами фильма занималась компания OHUfx, а Weta Workshop — протезированием и гримом, в том числе гноем, кровью и телесными жидкостями. Scale Studios отвечала за создание аллигатора, хвост которого управлялся лебёдкой в сочетании с практическими и специальными эффектами.

### Музыка
Партитура к фильму была написана Тайлером Бейтсом (также создавший её к «X») и Тимоти Уильямсом. Они вдохновлялись классическим голливудским кино с музыкой композиторов Бернарда Херрманна, Джона Барри, Генри Манчини, Эннио Морриконе и Мориса Жарра. Дуэт стремился к более стилистически традиционному подходу к партитуре, чтобы аудитория могла воспринимать его «как классический фильм, а не как хоррор-слэшер».
| №                   | Название                                | Длительность |
| ------------------- | --------------------------------------- | ------------ |
| 1.                  | «Pearl Main Titles»                     | 2:22         |
| 2.                  | «One Day»                               | 3:15         |
| 3.                  | «Go Fetch Your Father»                  | 3:24         |
| 4.                  | «Ride Home»                             | 2:31         |
| 5.                  | «Dancing with Scarecrows»               | 2:28         |
| 6.                  | «Papa»                                  | 2:40         |
| 7.                  | «Bless Us, Oh Lord»                     | 3:12         |
| 8.                  | «The Projectionist»                     | 3:05         |
| 9.                  | «The Arts in Europe»                    | 2:27         |
| 10.                 | «Alligator Egg»                         | 2:07         |
| 11.                 | «The Whole World Is Gonna Know My Name» | 3:17         |
| 12.                 | «What About Your Dog?»                  | 3:37         |
| 13.                 | «The Red Dress»                         | 2:12         |
| 14.                 | «Hot-House Rag»                         | 1:38         |
| 15.                 | «We're Looking for Something Different» | 2:17         |
| 16.                 | «I Should Probably Get Going»           | 2:07         |
| 17.                 | «A Bicycle and an Axe»                  | 1:45         |
| 18.                 | «The Tableau»                           | 2:23         |
| 19.                 | «I'm So Happy You're Home»              | 2:45         |
| Общая длительность: | Общая длительность:                     | 49:32        |

## Релиз и маркетинг
Первый тизер-трейлер был показан в марте 2022 года на кинофестивале South by Southwest, где Уэст представлял первый фильм трилогии. Кадры из приквела также демонстрировались в кинотеатрах США по окончании «X». В июле 2022 года был выпущен трейлер с маркетинговым слоганом An X-traordinary Origin Story, отсылающим к предыдущему фильму. 
Мировая премьера «Пэрл» состоялась 3 сентября 2022 года на 79-м Венецианском кинофестивале вне конкурса. Фильм был выпущен в кинотеатральный прокат США 16 сентября 2022 года.
25 октября 2022 года фильм вышел в формате видео по запросу, а 15 ноября — на DVD и Blu-ray.

## Оценки
Фильм, как и его предшественник, получил преимущественно положительные оценки критиков. На Rotten Tomatoes его рейтинг составляет 93 % на основе 215 рецензий критиков со средним баллом 7,8 из 10. На Metacritic фильм получил 76 баллов из 100 на основании 39 рецензий, что означает «в целом положительные отзывы». Аудитория, опрошенная сайтом CinemaScore, поставила фильму среднюю оценку B− по шкале от A+ до F, в то время как зрители PostTrak дали ему 75 % положительных отзывов и 54 % «определённой рекомендации».
Питер Брэдшоу из The Guardian поставил фильму 5 звёзд из 5, назвав сюжет «умным, гибким и жутким», а также похвалил режиссуру Уэста и «грандиозную игру» Мии Гот. Дэвид Руни из The Hollywood Reporter в свою очередь высоко оценил сценарий, операторскую работу, музыку и перевоплощение Гот, которую он сравнил с игрой американской актрисы Шелли Дюваль. Сам фильм критик описал как «умело оформленную постановку о пандемии с повествовательными отголосками этой мировой проблемы». Престон Фассель из Daily Grindhouse счёл киноленту не только лучшим хоррором 2022 года, но и «лучшим фильмом года, периода и настоящей кинематографической классикой, которая заслуживает получения статуса в коллекции Criterion как можно скорее». Фильм также получил признание от режиссёра Мартина Скорсезе, назвавшего его «завораживающим» и «основанном на чистой, неразбавленной любви к кино».
Некоторые критики отрицательно оценили «Пэрл». Юэн Глидоу из Cult Following написал, что фильм получился слабой пародией на сказку «Волшебник страны Оз», несмотря на «удвоение» и «объединение» Уэстом всего того, что сделало «X» таким «пугающим» и «хорошим». Негативный отзыв оставил Роджер Мур из Movie Nation, посетовав на отсутствие социальной сатиры в фильме и искажённую фокусировку Уэста на элементы культуры того времени, такие как война, пандемия, разрушаемые мечты. Критик также ниже среднего оценил игру Гот, посчитав, что актриса «не очень хорошо» справляется с «длинным, утомительным и „разоблачительным“ монологом» своей героини, показывая «рассеянные эмоции».

## Будущее
В марте 2022 года Уэст заявил, что работает над сценарием третьего фильма серии, действие которого хронологически будет происходить после событий «X». Этот проект будет исследовать другой поджанр хоррора, а также то, как развитие кинематографа влияло на общество. Уэст отметил, что каждую часть трилогии можно будет смотреть без необходимости быть знакомым с предыдущими фильмами, поскольку они только «дополняют друг друга».
В сентябре 2022 года был официально анонсирован третий фильм «Максин XXX». Уэст вновь выступил сценаристом и режиссёром, Миа Гот исполнила главную роль. Действие происходит в 1985 году в Лос-Анджелесе, куда отправляется героиня Максин для осуществления мечты стать известной актрисой. Его релиз состоялся 5 июля 2024 года.